# Stolonica diptycha
Stolonica diptycha is een zakpijpensoort uit de familie van de Styelidae. De wetenschappelijke naam van de soort is, als Distomus diptychos, voor het eerst geldig gepubliceerd in 1919 door Hartmeyer.